# Oliphant-Inseln
Die Oliphant-Inseln sind eine Gruppe kleiner und eisfreier Inseln und Klippenfelsen im Archipel der Südlichen Orkneyinseln. Sie liegen vor der Gourlay-Halbinsel, dem südöstlichen Ausläufer von Signy Island, von der sie durch die Swetlana-Passage getrennt sind.
Der norwegische Walfängerkapitän Petter Sørlle kartierte sie grob während seines Besuchs der Südlichen Orkneyinseln von 1912 bis 1913. Wissenschaftler der britischen Discovery Investigations nahmen 1933 eine neuerliche Kartierung vor. Der Falkland Islands Dependencies Survey (FIDS) führte 1947 Vermessungen durch und benannte die Inselgruppe. Namensgeber ist der australische Physiker und Politiker Mark Oliphant (1901–2000), der dem FIDS bei der Beschaffung von Ausrüstungsgegenständen behilflich war.